# Laurie Skrivan
Laurie Skrivan est une photographe américaine, lauréate du prix Pulitzer 2015.

## Biographie
Elle travaille pour le Post-Dispatch de St Louis au sein de l'équipe de photographes avec qui elle remporte le prix Pulitzer en 2018 pour avoir couvert en 2014 les manifestations de Ferguson avec, selon les termes de la commission Pulitzer, « des images puissantes du désespoir et de la colère à Ferguson, magnifiant la photojournalisme qui sert la communauté en informant le pays. ».